# По колено
«По коле́но» — российский комедийный телесериал. Производством проекта занимаются кинокомпания Carbon Production и Ivi Originals. Главные роли сыграли Иван Филиппов, Станислав Агафонов и Анастасия Уколова.
Релиз сериала в 2021 году включает 2 сезона по 10 серий каждый (20 серий всего).
Премьера первого сезона состоялась:
онлайн (платформа IVI) — 4 марта 2021 года
на ТВ (канал СТС) — 11 мая 2021 года
Второй сезон стартовал 26 мая 2021 года на IVI.
Работы над сериалом ограничены двумя сезонами.
На июнь 2025 года официального анонса третьего сезона сериала «По колено» нет.

## Сюжет
Саня Грибов готов покорить кинобизнес, несмотря на рост 135 сантиметров. Бросив работу в таксопарке, он едет в Москву, где знакомится с соседом по квартире Стасом, девушкой Алёной и актёром Никитой — соперником Грибова за сердце Алёны.

## В ролях
| Актёр              | Роль                                        |
| ------------------ | ------------------------------------------- |
| Иван Филиппов      | Александр (Саня) Грибов                     |
| Станислав Агафонов | Стас                                        |
| Анастасия Уколова  | Алёна Зарецкая                              |
| Ангелина Стречина  | Даша ассистент по актёрам                   |
| Ян Цапник          | камео                                       |
| Максим Лагашкин    | камео                                       |
| Игорь Угольников   | камео                                       |
| Зоя Бербер         | камео                                       |
| Ольга Виниченко    | Рита подруга Алёны                          |
| Агата Муцениеце    | камео                                       |
| Николай Лунин      | метрдотель                                  |
| Анар Халилов       | Никита                                      |
| Артём Бобцов       | камео                                       |
| Вячеслав Манучаров | Эдуард режиссёр                             |
| Сергей Жигунов     | камео                                       |
| Ирина Чипиженко    | Валентина Георгиевна хозяйка квартиры Стаса |
| Ольга Ефремова     | Эльвира агент Никиты                        |

## Реакция
Сусанна Альперина («Российская газета»): «Прежде всего отметим симпатичность и харизматичность Ивана Филиппова, сыгравшего главную роль. Актёр так хорошо „держит кадр“, что можно показывать всё время его одного. У Питера Динклэйджа из „Игры престолов“ появился серьёзный конкурент».
Василий Говердовский (Afisha.ru): «Прорывной с точки зрения инклюзивности проект, в котором, кроме неформатного главного героя, всё довольно стандартно. Иван Филлипов замечательный, и сам персонаж у него очень симпатичный — уязвимый провинциал с принципами и чувством собственного достоинства. Ещё хорош Станислав Агафонов в роли Стаса, охочего до избыточных удовольствий и харизматичной свиньи. Всё остальное — без явных провалов, но и без прорывов: в меру приятная картинка, в меру смешные шутки, много раз виденный сюжет о невзаимной любви. Глаз режет только пятая серия, в которой авторы шутят над дисфункциональными отношениями с помощью цитат из „Сияния“, но выводы делать рано — возможно, эта линия не превратится в полную катастрофу».